# 艾堇
艾堇（学名：Sauropus bacciformis），为大戟科守宫木属下的一个植物种。